# Helmut Prassler

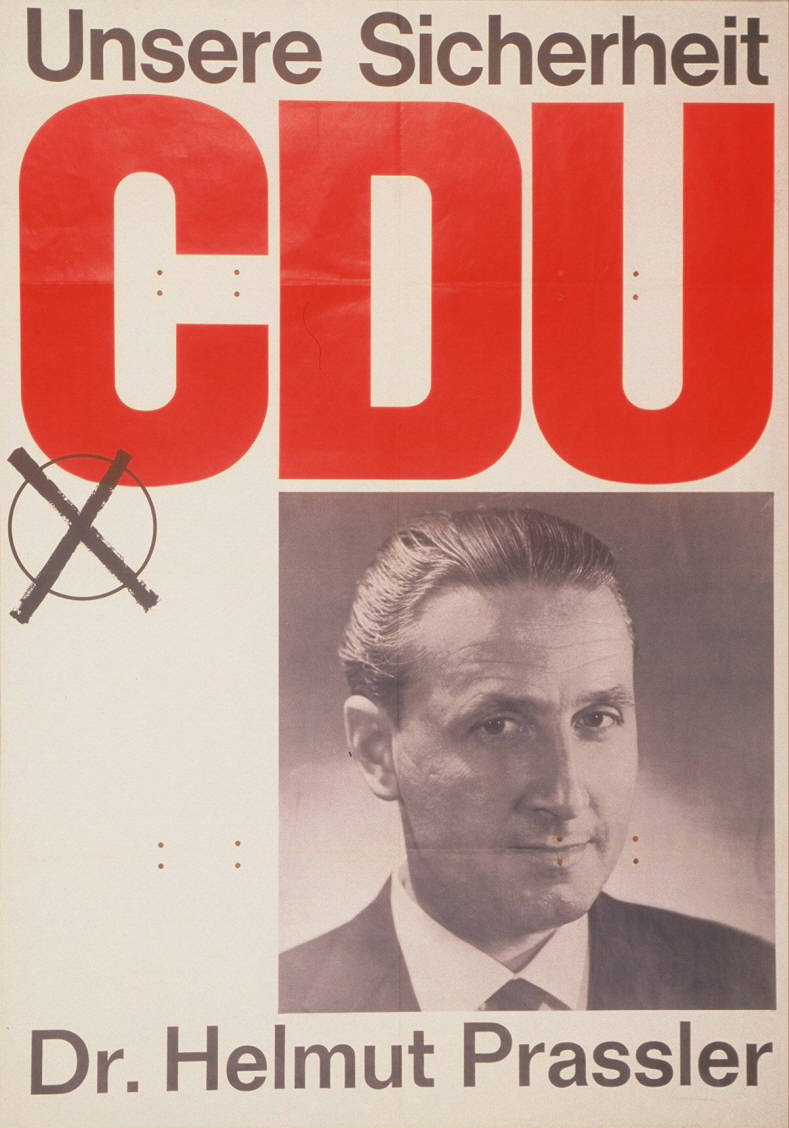
Kandidatenplakat zur Bundestagswahl 1965

Helmut Traugott Prassler (* 12. August 1923 in Gaggstatt; † 30. März 1987 in Langenbrand) war ein deutscher Diplom-Landwirt und CDU-Politiker.

## Leben
Prassler besuchte die Latein- und Realschule in Hohenheim und das Eberhard-Ludwigs-Gymnasium Stuttgart. Er ging 1940 als Freiwilliger zur Wehrmacht und nahm als Soldat der Luftwaffe am Zweiten Weltkrieg teil. Er geriet in britische Gefangenschaft, aus der er Ende 1945 entlassen wurde.
Nach seiner Rückkehr aus der Kriegsgefangenschaft absolvierte Prassler eine landwirtschaftliche Ausbildung im Regierungsbezirk Südwürttemberg-Hohenzollern, die er mit der Gehilfenprüfung abschloss. Er nahm ein Studium der Landwirtschaft an der Landwirtschaftlichen Hochschule Hohenheim auf und wurde Mitglied in der Studentenverbindung Zirkel, die später die Tradition des Corps Germania Hohenheim aufnahm. Sein Studium schloss er 1950 mit dem Examen zum Diplom-Landwirt und 1954 mit der Promotion zum Dr. agr. ab. 1958 bestand er die Staatsprüfung für den höheren landwirtschaftlichen Dienst. Anschließend war er als Wirtschafts- und Fachberater für Flurbereinigung bei den Landwirtschaftsämtern in Horb am Neckar und Rottenburg am Neckar sowie als Sachbearbeiter in der Abteilung Landwirtschaft des Regierungspräsidiums von Südwürttemberg-Hohenzollern tätig. Seit 1962 arbeitete er für die Landwirtschaftsschule Dornstetten, ab 1964 in der Stellung eines Regierungslandwirtschaftsrats. Von 1975 bis 1986 war er Präsident der Landesanstalt für Umweltschutz in Baden-Württemberg. Das Bundesverdienstkreuz 1. Klasse wurde ihm am 25. Juni 1982 verliehen.

## Politik
Prassler schloss sich in den 1950er-Jahren der CDU Baden-Württemberg sowie der Jungen Union an und war von 1961 bis 1964 Kreisvorsitzender der JU Calw. Er war Ratsmitglied der Gemeinde Langenbrand. Bei der Bundestagswahl 1965 in den Deutschen Bundestag gewählt, vertrat er den Wahlkreis Calw. Am 3. November 1975 legte er sein Bundestagsmandat nieder.